# 蔣如沂
蔣如沂（1797年—1859年），字夢徵，號魯南、又号澹軒，江蘇蘇州府吳縣籍，長洲縣人，清朝學官。

## 生平
蔣如沂來自蘇州婁關蔣氏家族，為蔣燦裔孫。高祖蔣重光，父蔣錫琳，母吳蕙（字靜香，1777-1832）。蔣如沂為蔣錫琳長子，蘇州府廩貢生，道光二十年（1840年）署無錫縣教諭，二十七年（1847年）署靖江縣訓導，咸豐六年（1856年）署嘉定縣教諭，九年（1859年）卒於官。以長子蔣嘉棟官贈通奉大夫。蔣如沂著有《晚翠軒詩文賦鈔》、《花影吟廬吟稿》等書。

## 家庭
夫人為崑山李氏李存厚（吳熊光女婿，李德儀伯父）次女李德純（字畹耘，號樹蘭，1797-1860），著有《蘭韻樓草》等，《國朝閨秀正始續集補遺》有收錄其詩。有四子：蔣嘉棟、蔣肇楨、蔣廷桂（出嗣叔父蔣如洛）及蔣兆棠（蔣炳章父）。